# Myrmeleon giloloensis
Myrmeleon giloloensis är en insektsart som beskrevs av Van der Weele 1909. Myrmeleon giloloensis ingår i släktet Myrmeleon och familjen myrlejonsländor. Inga underarter finns listade i Catalogue of Life.